# Banihal
Banihal é uma cidade e um comitê de área notificada, perto da cidade de Ramban, no distrito de Ramban, no território da união indiana de Jamu e Caxemira.

## Geografia
Banihal está localizada a 33° 25′ N, 75° 12′ L. Tem uma altitude média de 1666 metros (5465 pés).

## Demografia
Segundo o censo de 2001, Banihal tinha uma população de 2729 habitantes. Os indivíduos do sexo masculino constituem 57% da população e os do sexo feminino 43%. Banihal tem uma taxa de literacia de 68%, superior à média nacional de 59,5%; com 66% para o sexo masculino e 34% para o sexo feminino. 12% da população está abaixo dos 6 anos de idade.